# José Shaffer
José Shaffer, född 16 december 1985 i Córdoba, är en argentinsk före detta fotbollsspelare. 
Shaffer var utlånad till IFK Göteborg från Racing Club under säsongen 2006 och 2007. Han spelade tre matcher i Allsvenskan och sju vänskapsmatcher för IFK Göteborg.